# Sam Dolgoff
Sam Dolgoff (1902 – 15 de octubre de 1990) fue un anarquista estadounidense de militancia sindicalista. Dolgoff nació en Rusia, mudándose en su infancia a la ciudad de Nueva York, donde vivió en el Bronx y luego en el Bajo Este de Manhattan donde murió. Su padre fue pintor de casas, y Dolgoff empezó como pintor de casas a los 11 años, profesión que mantuvo toda su vida.
Sam ingresó al sindicato Industrial Workers of the World en los 1920s y se mantuvo como miembro activo toda su vida, jugando un rol activo en el movimiento anarquista durante gran parte del siglo XX. Fue cofundador de la revista Libertarian Labor Review, cuyo nombre luego fue cambiado por Anarcho-Syndicalist Review (Análisis Anarcosindicalista). Dolgoff fue miembro de la Chicago Free Society Group en los años 1920s y cofundó la Libertarian League en Nueva York en 1954. Escribió artículos para revistas anarquistas así como libros siendo el editor de antologías altamente aclamadas. Estuvo activo en varias causas, y apoyó regularmente a grupos como el Libertarian Book Club —  una editorial independiente con perspectiva anarcosindicalista fundada a finales de la de década de 1940 por un grupo que incluía al mismo Dolgoff, a Gregory Maximoff, y Valerio Isca. Conocidos colaboradores del club fueron Paul Avrich y Murray Bookchin.
Dolgoff y su esposa Esther, sirvieron como enlace entre el anarquismo del pasado y los jóvenes anarquistas de los sesenta y setenta que vivían en Nueva York. Dio énfasis a las raíces anarquistas del movimiento obrero y sirvó como un contrapeso moderador de los anarquistas de la era punk quienes tendían al sabotaje de instituciones y a las confrontaciones con la policía. Aunque Dolgoff fue amigo de Murray Bookchin, un importante teórico anarquista de ese período, se opuso a su «ecología social», arraigado como estaba en la tradición de Mijaíl Bakunin y Piotr Kropotkin.